# Уквушвуйнен
Уквушвуйнен (рос. горы Уквушвуйнен), також Меїнгипільгинський хребет (рос. Мэйнгыпильгынский хребет), — гірський хребет в Анадирському районі, Чукотський автономний округ, Росія.

## Географія
Уквушвуйнен — найсхідніший хребет Корякського нагір'я, Східносибірських гір. Простягається приблизно зі сходу на захід на півдні Чукотки, між хребтом Койверлан на заході та мисом Наварін, що омивається Беринговим морем, на сході. На північному заході хребет перетинає річка Велика. На хребті 28 гірських льодовиків.
Найвищі гори хребта Уквушвуйнен розташовані в його західній частині. Найвища вершина — Гора Красна (1423 м). Інші вершини хребта — Цирк (1407 м) та Кенкерен (1058 м), що здіймається над північно-західною стороною озера Маїнітс у центральній частині хребта. Озера Ваамочка та Пекульнейське озеро — прибережні лагуни, що лежать на південній стороні хребта.
Річка Каканаут, тече на південь у центральній частині хребта і впадає у північно-східну затоку Пекульнейського озера, дає назву маастрихтській геологічній формації — Каканаутська формація

## Флора і клімат
Нижні гірські схили покриті сибірською сосною, тоді як верхні — гірською тундрою. Хребет Уквушвуйнен має субарктичний клімат, дещо зм'якшений близькістю океану. Середня температура січня становить -20° C, а липня — 10° C. Взимку випадає дуже мало опадів у вигляді снігу, більшість випадає як дощ влітку. Середня глибина снігового покриву становить 500 мм.